# Manfred Wirtemberski-Weiltingen
Manfred Wirtemberski (ur. 5 czerwca 1626, Brenz an der Brenz, zm. 15 maja 1662, Weiltingen) – książę Wirtembergii-Weiltingen.
Syn księcia Juliusza i Anny Sabiny von Schleswig-Holstein-Sonderburg.
W 1647 roku jego brat książę Sylwiusz Wirtemberski ożenił się z księżniczką oleśnicką Elżbietą Marią, uzyskał od cesarza Ferdynanda III zgodę na przejęcie tytułu księcia oleśnickiego i założenia nowej linii Wirtmebergów na Oleśnicy. Tym samym Manfred został dziedzicem Weiltingen.
31 października 1652 roku ożenił się z hrabiną Julianą von Oldenburg. Mieli trójkę dzieci:
- Fryderyka Ferdynanda (11654-1705) ożenił się z księżniczką Elżbietą Wirtemberską córką księcia Jerzego II Wirtemberskiego-Mömpelgard
- August (1656-1689)
- Manfred (1658-1688)